# C/2012 CH17 (MOSS)
C/2012 CH17 (MOSS) — одна з довгоперіодичних комет. Ця комета була відкрита 7 лютого 2012 року; вона мала 17.9m на час відкриття.